# Ayyanahalli, Madhugiri
Ayyanahalli là một làng thuộc tehsil Madhugiri, huyện Tumkur, bang Karnataka, Ấn Độ.